# Små lätta moln
"Små lätta moln" är en sång från 1969 skriven av Pugh Rogefeldt. Den finns med på hans debutalbum Ja, dä ä dä (1969) men också på livealbumet Ett steg till (1975).
Låten spelades in i Metronome Studios i juni 1969 med Anders Burman som producent. Medverkade gjorde Rogefeldt på gitarr och sång, Jojje Wadenius på gitarr och bas, Janne "Loffe" Carlsson på trummor. Tekniker under inspelningen var Michael B. Tretow.
"Små lätta moln" har spelats in av flera andra artister. Den svenska popsångerskan Anna spelade in låten till sitt självbetitlade album Anna och gav även ut låten som singel. Dan Bäckman tolkade låten på albumet Dan Bäckman sjunger Jan Banan (& nio andra lägereldsklassiker) (2002), Marie Fredriksson på singeln Sommaräng ("Små lätta moln" var b-sida, 2006). 2012 framförde Sylvia Vrethammar låten i den tredje säsongen av Så mycket bättre. Den har också spelats in av Uno Svenningsson.
Låten har inkluderats på en rad samlingsalbum, både Rogefeldts egna men även dylika med blandade artister.
Låten (dock inte i Rogefeldts version) har figurerat i en reklamfilm för bordsmargarinet Flora.

## Medverkande
- Anders Burman – producent
- Janne "Loffe" Carlsson – trummor
- Pugh Rogefeldt – gitarr, sång
- Michael B. Tretow – tekniker
- Jojje Wadenius – gitarr, bas

### Fotnoter
1. 1 2 3  ”Små lätta moln”. Svensk mediedatabas. http://smdb.kb.se/catalog/search?q=Sm%C3%A5+l%C3%A4tta+moln&x=0&y=0. Läst 19 januari 2013.
2. ↑  ”Ja, dä ä dä”. Discogs.com. http://smdb.kb.se/catalog/search?q=pugh+rogefeldt+sm%C3%A5+l%C3%A4tta+moln&sort=OLDEST. Läst 19 januari 2013.
3. ↑  ”"Små lätta moln"”. Reklammusik.se. http://www.reklammusik.se/?q=node/9397. Läst 19 januari 2013.[död länk]